# Ганди, Рахул
Ра́хул Раджи́в Га́нди (хинди राहुल राजीव गांधी, англ. Rahul Rajiv Gandhi [ˈraːɦʊl raːdʒiːʋ ˈɡaːndʱiː]; род. 19 июня 1970, Нью-Дели, Индия) — индийский политик. Член Индийского национального конгресса (ИНК), президент этой партии с декабря 2017 года по июль 2019 года. С июня 2024 года является 12-м лидером оппозиции в Лок сабхе, нижней палате парламента Индии и членом Лок сабхи от Рай-Барели (Уттар-Прадеш). С 2004 по 2019 год представлял в парламенте Амети (Уттар-Прадеш), с 2019 по 2024 год — Ваянад (Керала).
Представитель пятого поколения политической династии Неру — Ганди. Его родителями были Раджив, премьер-министр Индии в 1984—1989 годах, и Соня Ганди. Прадедушкой Рахула был первый премьер-министр Индии Джавахарлал Неру, возглавлявший индийское правительство с 1947 по 1964 год. Его бабушкой была Индира Ганди, премьер-министр Индии в 1966—1977 и 1980—1984 годах. После её убийства в 1984 году его отец Раджив Ганди возглавил ИНК и правительство. В 1991 году Раджив Ганди был убит террористами из организации ТОТИ, после чего его вдова Соня Ганди на время отошла от активной политической жизни. Позднее она вновь занялась политикой, была президентом ИНК (1998—2017 и 2019—2022), депутатом Лок сабхи (1999—2024) и лидером оппозиции (1999—2004).

## Биография

### Семья и ранние годы
Рахул Ганди родился в Нью-Дели в 1970 году. Свои ранние годы провёл между Дели и Дехрадуном, оставаясь в основном вне общественной сферы в детстве и ранней юности. Начальное образование Рахул получил в Нью-Дели, а затем посещал частную школу Дун в Дехрадуне. Однако из-за проблем безопасности позже обучался на дому. Высшее образование начал получать в колледже Св. Стефана Делийского университета, а через год перешёл в Гарвардский университет, где получил степень бакалавра в области международных отношений и исследований развития. После убийства отца и последующих проблем с безопасностью Рахул перешёл в колледж Роллинз во Флориде, где получил степень в 1994 году. Получив степень магистра философии в кембриджском Тринити-колледже, Ганди начал свою профессиональную карьеру в Monitor Group, консалтинговой фирме по управлению в Лондоне. Вскоре после этого он основал Backops Limited, UK, а вернувшись в Индию создал Backops Services Private Ltd, фирму по аутсорсингу технологий, базирующуюся в Мумбаи. В 2000-х годах Рахул Ганди занялся политикой, избравшись в 2004 году в Лок сабхи, а также став попечителем Фонда Раджива Ганди и Благотворительного фонда Раджива Ганди.

### Политическая карьера
В конце 1990-х Соня Ганди вернулась в политику и в 2004 году привела ИНК к победе на парламентских выборах. На этих выборах Рахул Ганди был избран членом парламента от штата Уттар-Прадеш, победив кандидата от главной оппозиционной Конгрессу партии — Бхаратия джаната парти (БДП). В сентябре 2007 года он стал генеральным секретарём ИНК, председателем Индийского молодёжного конгресса и Национального студенческого союза. В 2009 году Рахул Ганди был переизбран в парламент, а в январе 2013 года был избран вице-президентом ИНК.
Рахул Ганди возглавлял Конгресс на выборах весной 2014 года, на которых партия потерпела значительное поражение, получив всего 44 места в нижней палате вместо 206, которые у неё были ранее, и уступив власть БДП во главе с Нарендрой Моди, который и стал 16-м премьер-министром Индии. Впрочем, этот провал не смог отрицательно сказаться на внутрипартийной карьере Рахула, который в декабре 2017 года был избран президентом ИНК, сменив на этой должности свою мать. Выборы весной 2019 года также завершились разгромным поражением Конгресса, который получил всего 52 места из 545. В августе 2019 года Рахул Ганди покинул пост президента Конгресса, который вновь заняла его мать.
В преддверии выборов 2024 года Ганди возглавил массовые движения Бхарат Джодо Ятру («Марш за объединение Индии») и Бхарат Джодо Ньяй Ятру («Марш за объединение Индии ради справедливости») против политики правительства БДП. Выборы 2024 года принесли ИНК 99 мест и восстановление статуса официальной оппозиции впервые за десятилетие. Рахул Ганди был избран в Лок сабха в округе Рай-Барели и 9 июня 2024 года занял пост лидера оппозиции.